# Allar Levandi
Allar Levandi –en ruso, Аллар Леванди– (Tallin, URSS, 28 de diciembre de 1965) es un deportista estonio que compitió para la URSS en esquí en la modalidad de combinada nórdica.
Participó en tres Juegos Olímpicos de Invierno, obteniendo una medalla de bronce en Calgary 1988, en el trampolín normal + 15 km individual, el sexto lugar en Albertville 1992 (trampolín normal + 15 km individual) y el cuarto en Lillehammer 1994 (prueba por equipo). Ganó una medalla de bronce en el Campeonato Mundial de Esquí Nórdico de 1987, en la prueba por equipo.

## Palmarés internacional
| Representando a la URSS |                  |                   |                           |
| Juegos Olímpicos        |                  |                   |                           |
| Año                     | Lugar            | Medalla           | Prueba                    |
| 1988                    | Calgary (Canadá) | Medalla de bronce | TN + 15 km individual     |
| Campeonato Mundial      |                  |                   |                           |
| Año                     | Lugar            | Medalla           | Prueba                    |
| 1987                    | Oberstdorf (RFA) | Medalla de bronce | TN + 3 × 10 km por equipo |